# Mykel Hawke
Mykel "Myke" Hawke (Fort Knox, Kentucky, 29 de novembro de 1965) é um oficial aposentado das Forças Especiais dos Estados Unidos. Ele é mais conhecido atualmente por seu papel na série de sobrevivência Casal Selvagem, no Discovery Channel, onde trabalha com sua esposa, Ruth England, uma jornalista e atriz britânica.
Hawke foi um dos quatro especialistas em sobrevivência da série do Discovery Channel Ciência da Sobrevivência. Ele apareceu no episódio 2: "Escape da Amazônia", onde passou três dias na Amazônia reduzindo seu equipamento de sobrevivência a cada dia sucessivo.
Mykel e Ruth apareceram ambos como convidados a juízes em Top Chef Masters, onde tinham que julgar pratos criados com insetos como principal ingrediente.
Hawke apareceu também como parte da equipe de resgate de helicóptero na série Out of the Wild: The Alaska Experiment, em 2009. Atualmente, ele apresenta a série de desafios de sobrevivência Exército de Um Homem Só.